# Johann Georg Gesner
Johann Georg Gesner, auch Geßner (* 21. November 1729 in Gunzenhausen; † 1. Mai 1779 in Lübeck) war ein deutscher Pädagoge und Bibliothekar.

## Leben
Gesner war ein Sohn des Gunzenhäuser Oberamtsarztes und späteren Hof- und Leibarztes in Stuttgart Johann Albrecht Gesner (* 1695 in Auhausen; † 1760 in Stuttgart). Er besuchte das Gymnasium in Ansbach und ab 1748 die Universität Göttingen bei seinem Onkel, dem Professor und Universitätsbibliothekar Johann Matthias Gesner. Nach Abschluss seines Studiums 1751 wirkte Gesner zunächst als Hauslehrer bei Gerlach Adolph von Münchhausen und dann als Collaborator (Hilfslehrer) an der Klosterschule Ilfeld. 1755 wurde er als Subrektor an das Katharineum zu Lübeck berufen, wo er bis an sein Lebensende blieb. Mit dem Subrektorat verbunden war die Leitung der Lübecker Stadtbibliothek, die in seiner Amtszeit 1759 mit der Bibliothek des Pastors Heinrich Scharbau einen bedeutenden Zuwachs erhielt. 1763 stieg er zum Konrektor auf mit Beybehaltung des Bibliothecariats. Sein Nachfolger wurde 1779 Ludwig Suhl.
Gesner bleibende bibliothekarische Leistung liegt in seinem ersten Verzeichnis der Zimelien und Inkunabeln der Stadtbibliothek, dessen ersten Teil er 1769 als Festgabe bei der Amtseinführung des Bürgermeisters Friedrich Green (1701–1773) und des Ratsherrn Anton Diedrich Wilken vorlegte. Der zweite Teil folgte als Festgabe zur Amtseinführung des Bürgermeisters Hermann Georg Bünekau und des Ratsherrn (und späteren Bürgermeisters) Gabriel Christian Lembke. Sein Nachfolger Ludwig Suhl gab 1782 eine durchgesehene Fassung heraus.

## Werke
- Untersuchung der Frage: Ob die Nachbarschaft des Meeres einer Stadt schade? 1756
- De signis atque imaginibus in Bibliotheca Lubecensis. Teil 1 1757, Teil 2 1757, Teil 3 1761
- Sr. Magnificenz dem hochedelgebohrnen und wohlweisen Herrn, Herrn Friederich Green ... stattet ... seinen gehorsamsten Glückwunsch ab und überreichet denenselben den Anfang eines Verzeichnißes seltner Bücher die in der öffentlichen Bibliothek befindlich sind. Lübeck: Green 1769

Digitalisat des Exemplars der Bayerischen Staatsbibliothek
- Denen Hochedlen und Wohlweisen Herren Herrn Johann Friedrich Bagge und Herrn Johann Friedrich Brandt ... neuerkohrnen vornehmen Mitgliedern Eines ... Raths, der ... Stadt Lübeck stattet ... den 25sten September 1772 seinen ergebensten Glückwunsch ab und überreichet Denenselben das dritte Stück des Verzeichnisses seltener Bücher die in der öffentlichen Bibliothek befindlich sind, Green, 1772
- Verzeichniss seltener Bücher die in der öffentlichen Bibliothek befindlich sind. Lübeck: Green 1777
- Das zweyte Stück eines Verzeichnisses von seltenen Büchern in eines Hochweisen Raths und der Scharbauischen Bibliothek. Lübeck: Green 1778
- Das dritte Stück eines Verzeichnisses von seltenen Büchern in eines Hochweisen Raths und der Scharbauischen Bibliothek. Lübeck: Green 1779

Seinem Amt entsprechend verfasste Gesner eine große Anzahl an Personal- und Gelegenheitsschriften, wie etwa:
- Leben und Verdienste des hochedelgebohrenen hochgelahrten und hocherfahrenen Herrn: Herrn Franz Jacob von Melle der Arzneigelahrtheit Doctors und hochverdienten Physici der des heil. Röm. Reichs freyen Stadt Lübeck aus gedruckten und geschriebenen Aufsätzen zusammengezogen und auf Verlangen dem Andenken dieses großen und glücklichen Arztes gewidmet. Lübeck: Green 1770